# Liste der Kulturgüter in Speicher
Die Liste der Kulturgüter in Speicher enthält alle Objekte in der Gemeinde Speicher im Kanton Appenzell Ausserrhoden, die gemäss der Haager Konvention zum Schutz von Kulturgut bei bewaffneten Konflikten, dem Bundesgesetz vom 20. Juni 2014 über den Schutz der Kulturgüter bei bewaffneten Konflikten sowie der Verordnung vom 29. Oktober 2014 über den Schutz der Kulturgüter bei bewaffneten Konflikten unter Schutz stehen.
Objekte der Kategorien A und B sind vollständig in der Liste enthalten, Objekte der Kategorie C fehlen zurzeit (Stand: 1. Januar 2023). Unter übrige Baudenkmäler sind zusätzliche Objekte zu finden, die gemäss Angaben des kantonalen Denkmalschutzes als kommunale Kulturobjekte eingestuft wurden und nicht bereits in der Liste der Kulturgüter enthalten sind.

## Kulturgüter
| Foto |                                                                                | Objekt                                     | Kat. | Typ | Standort                          | Beschreibung |
| ---- | ------------------------------------------------------------------------------ | ------------------------------------------ | ---- | --- | --------------------------------- | --- |
| ja   | Datei hochladen · Wikidata zu Ehemaliges Haus Zuberbühler (Q19362444)          | Ehemaliges Haus Zuberbühler KGS-Nr.: 00491 | A    | G   | Oberdorf 2 751103 / 253123        | Holzpalast, 1747 von Johannes Grubenmann für Landammann Johann Jakob Zuberbühler, mit stilreinem Régenceportal (Einzelfall in Ausserrhoden), innen Régencestuckaturen mit verschiedenen Allegorien. Umbau 1815. |
| ja   | Datei hochladen · Wikidata zu Reformierte Kirche Speicher (Q19299004)          | Reformierte Kirche KGS-Nr.: 11425          | B    | G   | Dorf 1 751239 / 253298            | Die Kirche gehört zu den wenigen im Kanton, deren Stil und wertvolle Ausstattung unverändert und unverfälscht erhalten ist. Neu erbaut 1808-1810 von Konrad Langenegger. Unter Walmdach quergestellter klassizistischer Bau mit abgeschrägten Ecken; Haubenturm an rückseitiger Mittelachse. Stuckmarmorarbeiten der Brüder Josef Simon und Josef Anton Moosbrugger. 1875-1876 Gesamtrenovierung von Emil Kessler; 1941 Neuverglasung, Glasgemälde von Carl Roesch; 1966 Innenrenovierung von Max Rohner. |
| ja   | Datei hochladen · Wikidata zu Bauernhaus (Q29651169)                           | Bauernhaus KGS-Nr.: 11429                  | B    | G   | Au 16 750776 / 254887             | Sechsgeschossiges Bauernhaus erbaut 1767 mit barock profilierten Pfettenkonsolen. Erneuerung des Fronttäfers 1975 nach dem Vorbild des damals erhaltenen ursprünglichen Zustandes, der in einer gänzlichen Täferung der vollen Wohngeschosse besteht, während Fenster und Luken im Giebelfeld mit Ladenschössen und reichen, durchbrochenen seitlichen Zierbrettern versehen sind. Die nur an der Estrichluke und an zwei Luken noch erhaltenen Originale mit einem Vogelmotiv wurden durch Kopien ersetzt und die übrigen teils kopiert, teils nachgestaltet. Stadel an der Nordostseite und mit einem Schopfanbau rechtwinklig vorspringend.                    |
| ja   | Datei hochladen · Wikidata zu Bauernhaus (Q29651186)                           | Bauernhaus KGS-Nr.: 11430                  | B    | G   | Birtweg 2 750731 / 253357         | Am Sonntag, 5. März 1916, geschah zwischen Birt und Vögelinsegg, im Haus gegenüber dem heutigen Schützenhaus ein Verbrechen, das weit über das Appenzellerland hinaus hohe Wellen warf: Das Ehepaar Bruderer wurde vom Sohn des Landwirts und Gastwirts vom Birt umgebracht. Obwohl die Tat an sich in den damaligen Presseorganen als Kriminalfall grossen Raum einnahm, sind die Hintergründe ebenso bemerkenswert. Wie sich erst später herausstellte, lagen der Tat Vorstellungen von schwarzer Magie, bösem Zauber und Hexerei zugrunde. |
| ja   | Datei hochladen · Wikidata zu Bauernhaus (Q29651195)                           | Bauernhaus KGS-Nr.: 11431                  | B    | G   | Gern 3 751954 / 253364            | Bauernhaus 1736 erbaut mit Reihenfenstern auch im sandsteingequaderten Erdgeschoss. Mit vorspringender Stadel an der Nordostseite. Der Stall wurde 1915 neu erstellt. |
| ja   | Datei hochladen · Wikidata zu Weberhaus (Q29651245)                            | Weberhaus KGS-Nr.: 11434                   | B    | G   | Haldenstrasse 25 751763 / 254924  | Sonnengebräuntes Weberhaus aus dem 18. Jahrhundert. SSO-Stellung. Steiles Satteldach, dass bis zu einem vollen Wohngeschoss hinabreicht. Vollständige Täferung nur am ersten Wohngeschoss, darüber sind Brusttäfer mit Ladenschössen und seitlichen Zierbrettern. Barock geschweifte Pfettenkonsolen. |
| ja   | Datei hochladen · Wikidata zu Wohnhaus (Q29651247)                             | Wohnhaus KGS-Nr.: 11437                    | B    | G   | Kohlhalden 60 751831 / 254220     | |
| ja   | Datei hochladen · Wikidata zu Bauernhaus (Q29651191)                           | Bauernhaus KGS-Nr.: 11438                  | B    | G   | Neppenegg 21 751649 / 251162      | |
| ja   | Datei hochladen · Wikidata zu Bauernhaus (Q29651192)                           | Bauernhaus KGS-Nr.: 11441                  | B    | G   | Sonnhalden 467 750813 / 251370    | Sonnengebräuntes Bauernhaus in Südsüdost-Stellung. In die Balkenwand des Giebelfeldes eingeschnitzt die Antiquabuchstaben «BHH E BBMHIHIH / CMV» und die Jahreszahl «1671». Reihenfenster. Täferung nur am ersten Wohngeschoß, darüber die bloße Strickwand, die unter der Firstkammer mit einem Zahnschnittfries verziert ist. Barock geschweifte Pfettenkonsolen (falls nicht später angebracht, für das 17. Jahrhundert im Außerrhoder Inventar eine seltene Ausnahme). An den Fenstern der Firstkammer und an den vorhangbogigen seitlichen Luken Mondglasscheiben. Im Inneren der Firstkammer mit roter Farbe auf einen Balken gemalt die Jahreszahl «1676». |
| ja   | Datei hochladen · Wikidata zu Weberhaus (Q29651223)                            | Weberhaus KGS-Nr.: 11442                   | B    | G   | Sumpf 1 751312 / 255331           | |
| ja   | Datei hochladen · Wikidata zu Bauernhaus (Q29651166)                           | Bauernhaus KGS-Nr.: 11444                  | B    | G   | Unter Bendlehn 55 752088 / 252849 | Bauernhaus in der heutigen Gestalt mit barocken Pfettenkonsolen. Es kann sich aber 1738 nur um einen teilweisen Neubau gehandelt haben unter Verwendung von Teilen eines älteren Hauses. Wieder verwendet wurde die Nordostwand mit dem rustikalen Türgericht. |
| ja   | Datei hochladen · Wikidata zu Bauernhaus (Q29651188)                           | Bauernhaus KGS-Nr.: 14890                  | B    | G   | Gern 19 752516 / 253811           | Bauernhaus aus dem 18. Jahrhundert mit barock geschweiften Pfettenkonsolen. An der Hauptseite vollständige Täferung nur bis an die Fensterbrüstungen des zweiten Obergeschosses, darüber auf der blossen Balkenwand Brusttäfer und geschweifte seitliche Zierbretter. Mit Reihenfenster und Wetterschirme. Stadel an der Nordostseite zurückgesetzt. |
| ja   | Datei hochladen · Wikidata zu Ehemaliges Kurhaus (Q29651213)                   | Ehemaliges Kurhaus KGS-Nr.: 14891          | B    | G   | Birt 519 750504 / 253147          | Das ehemalige Gasthaus Birt, erbaut 1807, liegt auf der Hügelkette oberhalb von Speicher. |
| ja   | Datei hochladen · Wikidata zu Schützenhaus (Q29651218)                         | Schützenhaus KGS-Nr.: 14892                | B    | G   | Birtweg 522 750736 / 253328       | Zur Erinnerung an die Schlacht bei Vögelinsegg, findet seit 1935 jährlich das Vögelinseggschiessen statt. |
| ja   | Datei hochladen · Wikidata zu Tätschdachhaus (Q29651219)                       | Tätschdachhaus KGS-Nr.: 14893              | B    | G   | Birtweg 1 750786 / 253432         | Dieses Tätschdachhaus soll im Jahr 1576 im Dorfkern erbaut worden sein. Es wurde 1804 demontiert und an erhöhter Lage wieder aufgebaut. In gleicher Flucht angebauter Stadel (Gadenhaus), charakteristische, weither sichtbare Silhouette, Wetterbaum (Nordwestlich der Hauptstrasse). |
| ja   | Datei hochladen · Wikidata zu Weberhaus (Q29651244)                            | Weberhaus KGS-Nr.: 14894                   | B    | G   | Gern 21 752524 / 253769           | Weberhaus aus dem 18. Jahrhundert. In SSO-Stellung. Mit Bauernhaus KGS-Nr. 14890 zusammen in einer Waldlichtung. Mit barock geschweiften Pfettenkonsolen und vollständiger Täferung nur am ersten Wohngeschoß. Darüber blosse Balkenwand. An der Rückseite Abwürfe mit geschweiften Seitenbrettern. |
| ja   | Datei hochladen · Wikidata zu Gedeckte Holzbrücke - Teil Speicher (Q131107143) | Gedeckte Holzbrücke KGS-Nr.: 17224         | B    | G   | Achmühlestrasse 751903 / 255293   | Objekt liegt zur Hälfte auf dem Gemeindegebiet von Speicher und Rehetobel ( KGS-Nr. 00470). |

## Übrige Baudenkmäler
| ID   | Foto |                 | Objekt                              | Typ | Standort                           | Beschreibung |
| ---- | ---- | --------------- | ----------------------------------- | --- | ---------------------------------- | --- |
| 3    | ja   | Datei hochladen | Pfarrhaus                           | G   | Dorf 44 751212 / 253294            | 1614 wurde das erste Pfarrhaus mit vier Geschossen südwestlich des heutigen Standorts erbaut. Es erhielt 1729 einen Anbau mit grosser Ratsstube, die 1782 ersetzt wurde. Nach Errichtung des neuen Pfarrhauses 1830/31 diente das alte Gebäude bis 1844 als Schulhaus und wurde anschliessend abgebrochen. Zuvor stand dort ein 1686 erbautes Haus («Wirtschaft zum Hirschen»), das 1828 verkauft und ebenfalls abgerissen wurde. |
| 4    | ja   | Datei hochladen | Kindergarten Dorf                   | G   | Dorf 46 751187 / 253291            | Das Dorfschulhaus in Speicher ist ein Schulgebäude, das in den Jahren 1843/44 im klassizistischen Stil errichtet wurde und im Verlauf des 19. Jahrhunderts verschiedene bauliche Veränderungen erfuhr. |
| 5    | ja   | Datei hochladen | Ehemaliges Gasthaus Ochsen          | G   | Bogenweg 2 751224 / 253333         | Das ehemalige Gasthaus «Ochsen» am Bogenweg 2 (alt Dorf 19) wurde 1789 von Bartholome Meier als Fabrikantenhaus erbaut. 1806 wurde es zum Gasthaus erweitert. Ab 1803 leitete Johann Heinrich Tobler die Instrumentalgesellschaft zum Ochsen, ein Vorläufer des Musikvereins Speicher. Das Gebäude wird im historischen Roman Der Weg zum Richtplatz als Geburtshaus des hingerichteten Raubmörders Schläpfer erwähnt und in den Kunstdenkmälern des Kantons Appenzell Ausserrhoden beschrieben, besonders das Büfett aus Kirschbaumholz.                                                                            |
| 8    | ja   | Datei hochladen | Ehemalige Wirtschaft Harmonie       | G   | Dorf 36 751247 / 253263            | Die ehemalige Wirtschaft und Bäckerei Harmonie (1862–1957) ist heute ein Wohnhaus (Dorf 36). Zuvor als Wirtschaft Rössli (seit 1662) bekannt, war es ursprünglich ein Tätschdachhaus, das bereits vor dem Kirchenbau von 1614 existierte. Es wurde mehrfach umgebaut: 1738 kam eine Wirtsstube hinzu, 1742 folgte eine Erweiterung und Bemalung. Nach einem Brand 1910 wurde der Dachstuhl erneuert, und 1834 wurde die Front vertäfelt. |
| 10   | ja   | Datei hochladen | Tätschdachhaus                      | G   | Dorf 40 751262 / 253277            | Das Tätschdachhaus wurde im Jahr 1614 erbaut. |
| 16   | ja   | Datei hochladen | Einseitig angebautes Haus           | G   | Dorf 14 751280 / 253224            | Um das Jahr 1614 wurde das Doppelhaus erbaut. In den 1740er Jahren erhöht und stark verändert. Heute besteht es aus zwei aneinandergebauten Giebelhäusern. Im Inneren ist die historische Ausstattung weitgehend erhalten, darunter getäfelte Stuben mit Türen und Wandschränken aus dem 17. bis frühen 19. Jahrhundert, verziert mit Rokoko- und Barockelementen sowie originalen Beschlägen. |
| 17   | ja   | Datei hochladen | Einseitig angebautes Haus           | G   | Dorf 12 751271 / 253221            | Um das Jahr 1614 wurde das Doppelhaus erbaut. In den 1740er Jahren erhöht und stark verändert. Heute besteht es aus zwei aneinandergebauten Giebelhäusern. Im Inneren ist die historische Ausstattung weitgehend erhalten, darunter getäfelte Stuben mit Türen und Wandschränken aus dem 17. bis frühen 19. Jahrhundert, verziert mit Rokoko- und Barockelementen sowie originalen Beschlägen. |
| 18   | ja   | Datei hochladen | Gemeindehaus                        | G   | Dorf 10 751253 / 253209            | Das Doppelhaus wurde 1807/08 für den Kaufmann Johann Ulrich Rüsch errichtet. Es ersetzte ein älteres Gebäude mit der Jahreszahl 1686, das ursprünglich von der Bühler Wißegg stammte und 1806 auf die Brugg versetzt wurde. Seit 1879 befindet sich das Haus im Gemeindebesitz, seit 1909 dient es als Gemeindehaus. |
| 28   | ja   | Datei hochladen | Doppelhaus                          | G   | Dorf 8 751233 / 253194             | Das sechsgeschossige Giebelhaus von 1686 wurde durch Anbauten in den Jahren 1756 und 1771 zu einem Doppelwohnhaus erweitert. Zwischen 1844 und 1846 wurde das Mansardgiebeldach des nordöstlichen Anbaus in das bestehende traufständige Satteldach umgewandelt. Die Fassade ist mit unbemalter Täfelung und Reihenfenstern ausgestattet, auch im Erdgeschoss. Der rückseitige Eingang hat eine verzierte Nussbaumtüre, im Inneren finden sich Türen mit granatähnlichen Mustern aus dem 18. Jahrhundert. |
| 35   | ja   | Datei hochladen | Doppelhaus                          | G   | Dorf 6 751222 / 253186             | Das sechsgeschossige Giebelhaus aus den Jahren 1756/57 wurde 1813 und 1832 umfassend renoviert. Es hat einen Quergiebel an der Südwestflanke über dem Eingang mit einem karniesbogigen Gewände. Die Front ist mit geschmiedeten Gittern im barocken Stil verziert. Im Erdgeschoss gibt es Türen aus Tannenholz mit profilierten Füllungen, während im ersten Obergeschoss Nussholztüren und ein dreiachsiger Wandschrank zu finden sind. Die Hauptstube ist mit teils aus Nussholz gefertigten Täfelungen ausgestattet.                                                                                              |
| 36   | ja   | Datei hochladen | Haus                                | G   | Dorf 4 751208 / 253180             | Das fünfeinhalbgeschossige Mansardgiebelhaus von 1782 wurde von Hans Jörg Altherr für Johann Bartholome Rechsteiner erbaut und 1969/70 renoviert. Die axialsymmetrische Front ist mit einem Rokoko-Sandsteinportal, Reihenfenstern und toskanischen Pilastern gestaltet. Es hat ein getäfertes Giebelfeld, Rundschindeln an den Seiten und eine barock geschweifte Rückseite. Im Inneren sind spätbarocke Elemente wie ein kunstvolles Treppengeländer und Türen mit Granatmustern erhalten. Der Keller besitzt ein Tonnengewölbe und vergitterte Fenster.                                                           |
| 38   | ja   | Datei hochladen | Oberes Kaufhaus                     | G   | Hauptstrasse 24 751212 / 253149    | Das «Obere Kaufhaus» in Speicher, ursprünglich Standort einer Herberge ab 1570, entwickelte sich durch mehrere Bauphasen: 1706 entstand das Gasthaus Hirschen, das ab 1771 durch Johannes Schläpfer zum Handelshaus umgebaut wurde. Dieses diente als Firmensitz mit einer Niederlassung in Genua und war für den florierenden Textilhandel bekannt. Umgestaltungen im 19. und 20. Jahrhundert prägten das Erscheinungsbild weiter. 2022 wurde das Gebäude umfassend renoviert und in ein Wohnhaus umgewandelt, wobei historische Tapetenreste entdeckt wurden, die Einblicke in frühere Zeiten boten.               |
| 48   | ja   | Datei hochladen | Bürgerhaus                          | G   | Dorf 2 751184 / 253171             | Das Gebäude an der Dorf 2 gehört zu einer Reihe eleganter Bürgerhäuser, die um Anfang des 19. Jahrhunderts erbaut wurden. Es wurde 1813/14 für Johann Bartholome Rechsteiner errichtet und ersetzte das 1654 versetzte erste „Herbrig“, das zuvor an der Stelle der heutigen Raiffeisenbank stand. |
| 49   | ja   | Datei hochladen | Wohn- und Gewerbehaus               | G   | Hauptstrasse 26 751169 / 253168    | Das Gebäude wurde 1733 als fünfgeschossiges Doppelgiebelhaus errichtet und Mitte des 18. Jahrhunderts als Wirtschaft zur Sonne genutzt. In den 1830er Jahren wurde es zur Wirtschaft zum Storchen umgewandelt. Bei der Renovation von 1834 erhielt es seine heutige Form mit Walmdach und gestelztem Quergiebel. |
| 50   | ja   | Datei hochladen | Spycher-Stöbli                      | G   | Hauptstrasse 28 751152 / 253166    | Das Gebäude wurde im 17. Jahrhundert erbaut und 1745/46 an seinen heutigen Standort versetzt. Bis 1841 diente es als Gasthaus «zum Löwen» und «zur Sonne» und war Schauplatz der Gründung der Sonnengesellschaft. Anschliessend war es über 100 Jahre lang eine Bäckerei, bevor es 1950 zum Café «Spycher-Stöbli» wurde, das 2022 geschlossen wurde. Seitdem wird das Haus als Wohnhaus genutzt. |
| 51   | ja   | Datei hochladen | Wohn- und Gewerbehaus               | G   | Hauptstrasse 30 751139 / 253163    | Das sechsgeschossige Giebelhaus von 1737 besitzt ein steiles, symmetrisches Satteldach mit seitlichen Wetterschirmen. Die Front ist durch Lisenen gegliedert, die an den Vollgeschossen monumental, darüber geschosshoch gestaltet sind. Innen gibt es einen tonnengewölbten Keller mit Sandstein-Türgewände sowie barocke Ausstattung aus Nussholz. Dazu zählen ein Lavaboschrank mit verzierten Türen und ein zweigeschossiger Wandschrank im Obergeschoss mit Granatmustermotiven. |
| 57   | ja   | Datei hochladen | Haus                                | G   | Hauptstrasse 34 751118 / 253162    | Krone, 1690 als traufständiges Giebelhaus erbaut, 1828-1830 zu klassizistischem Walmdachhaus umgestaltet. 1995 Sockelpartie und Eingangsbereich original wiederhergestellt, Fassade und Gaststube sanft renoviert. |
| 61   | BW   | Datei hochladen | Nebengebäude                        | G   | Oberdorf 2 751085 / 253116         | Waschhaus, 1815 erbauter massiver Steinbau mit Walmdach, Kreuzgewölbe, Eisentüre und -läden an rechteckigen Sandsteingewänden sowie Rautengittern an den Fenstern. |
| 68   | BW   | Datei hochladen | Haus                                | G   | Oberdorf 6 751093 / 253053         | Das Mansardgiebelhaus, 1782 von Zimmermeister Johannes Klee aus Speicher erbaut, zeichnet sich durch seitliche Quergiebel, vergipste Traufhohlkehlen und Reihenfenster aus. Die Front wird durch toskanische Pilaster gegliedert, die über beide Vollgeschosse reichen. Im Inneren finden sich zweigeschossige Lavaboschränke aus Nussbaumholz mit granatmusterartigen Türfüllungen von 1782 sowie klassizistische Stubentüren und ein Wandschrank mit Messingbeschlägen aus dem frühen 19. Jahrhundert. |
| 68   | BW   | Datei hochladen | Waschhaus                           | G   | Oberdorf 6 751080 / 253050         | Waschhaus, 1843 erbauter gequaderter Steinbau mit Walmdach und rechteckigen Tür- und Fenstergewänden aus Sandstein. |
| 127  | ja   | Datei hochladen | Bauernhaus                          | G   | Kalabinth 13 750977 / 253392       | Erbaut 1763 für Johannes Sonderegger, 1776 umgebaut. Initialen des Bauherrn und Werkmeisters: «BH • JC S = E.★M.IH K.» und Jahreszahl «1763». Bäuerliches Fabrikantenhaus oder ehemalige Wirtschaft (Typ B 1b) mit barocken Pfettenkonsolen, traufständigem Wohnanbau und «Stadel». Täferung der Front, sonnengebräunte Patina, weiß bemalte Fensterrahmen. Stube mit zweifeldrigen Türen und Wandschrank aus Nussbaumholz, von 1763 oder 1776. |
| 136  | ja   | Datei hochladen | Haus                                | G   | Ilgenstrasse 5 750907 / 253320     | Das Gebäude wurde ursprünglich 1696 errichtet, jedoch erst 1724 vom Tobel (Schwendi) an seinen heutigen Standort versetzt und 1843 renoviert. Seit 1757 wurde es zeitweise als Wirtschaft «Zur Krone» genutzt. Es handelt sich um ein Giebelhaus. |
| 155  | ja   | Datei hochladen | Altes Bauernhaus                    | G   | Kirchrain 3 751446 / 253246        | Das fünfeinhalbgeschossige Bauernhaus (Typ A 4) wurde vor 1614 errichtet und 1760 renoviert. Seine geschindelte Front wird durch ionische Pilaster gegliedert, die mit Rauten und klassizistischen Schilden aus der ersten Hälfte des 19. Jahrhunderts geschmückt sind. |
| 156  | ja   | Datei hochladen | Haus                                | G   | Herbrig 35 751428 / 253240         | Das Wohnhaus wurde im Jahr 1703, in einem Barockstil erbaut. |
| 157  | ja   | Datei hochladen | Haus                                | G   | Herbrig 33 751415 / 253235         | Das Wohnhaus wurde im Jahr 1759 erbaut. |
| 158  | ja   | Datei hochladen | Haus                                | G   | Herbrig 31 751401 / 253229         | Das Wohnhaus wurde im Jahr 1760 erbaut. |
| 161  | ja   | Datei hochladen | Haus mit altem Wohnhaus             | G   | Herbrig 21 751341 / 253128         | Das Gebäude wurde ursprünglich 1654 errichtet und 1705 auf Walzen an seinen heutigen Standort verschoben, wo bereits 1704 ein Mauersockel vorbereitet worden war. 1791 erfolgte eine Erhöhung des Firstes, wodurch das Haus sein heutiges, steiles Satteldach erhielt. Das stattliche, fast nach Osten gerichtete Gebäude besitzt ein rundbogiges Sandsteinportal am Erdgeschoss mit den eingemeisselten Jahreszahlen 1704 (Erdgeschoss) und 1654 (Ursprungsbau). |
| 185  | ja   | Datei hochladen | Fabrikantenhaus zur Blume           | G   | Hauptstrasse 11 751339 / 252929    | Das jüngste Gebäude, das Haus zur Blume, wurde 1827 erbaut und trägt den Hausnamen und die Jahrzahl im Portalschlussstein. |
| 186  | ja   | Datei hochladen | Fabrikantenhaus Rose                | G   | Reutenenstrasse 2 751335 / 252903  | Das älteste Haus in der Reihe stammt von 1787 und wurde 1804 gelb und später weiss gestrichen. Ein besonderes Detail ist das geschmiedete Oberlichtgitter im Portal. Der zugehörige Brunnen trägt die Jahreszahl 1903. |
| 189  | ja   | Datei hochladen | Fabrikantenhaus                     | G   | Reutenenstrasse 4 751324 / 252886  | Dieses Haus wurde zwischen 1815 und 1817 erbaut und erfuhr kurz darauf umfangreiche Umbauten. Das Mittelportal im klassizistischen Stil und die zweiflügelige Eichentür stammen aus späteren Renovierungen. Das Haus diente einst als Wirtshaus. |
| 191  | ja   | Datei hochladen | Fabrikantenhaus Traube              | G   | Reutenenstrasse 6 751315 / 252875  | Das 1812 erbaute Haus an der Reutenenstrasse 6 wurde 1844 und 1851 umgestaltet und erhielt nach 1900 auffällige Balkone. |
| 192  | ja   | Datei hochladen | Nebengebäude Fabrikantenhaus Traube | G   | Reutenenstrasse 6a 751292 / 252877 | Remise, ein zweigeschossiger, geschindelter Riegelbau mit Walmdach. |
| 194  | ja   | Datei hochladen | Fabrikantenhaus zum Anker           | G   | Reutenenstrasse 8 751303 / 252855  | Das Haus «Zum Anker» wurde 1808 von Konrad Langenegger für Anna Barbara Tobler-Zellweger erbaut. Es fällt durch das kielbogige Satteldach und die modernen Einzelfenster statt der traditionellen Reihenfenster auf. Die Täferung soll einen weissen Steinhausputz nachahmen und wird durch toskanische Pilaster verstärkt. Die Rückseite ist mit barocken «Ohrenklappen» geschmückt. |
| 208  | ja   | Datei hochladen | Haus                                | G   | Hauptstrasse 7 751381 / 252842     | Das klassizistische Walmdachhaus wurde zwischen 1801 und 1803 erbaut und 1812 bemalt. Die Fassade ist durch toskanische Pilaster gegliedert und täuschend ähnlich einem Verputz bemalt. Es besitzt ein rechteckiges Mittelportal, zwei Türen aus Nussbaumholz sowie ein kunstvoll gestaltetes Oberlichtgitter mit dem Monogramm «HM» des Bauherrn Hans Heinrich Meier. Im Inneren sind Sandstein-Türgewände, ein bemaltes klassizistisches Treppengeländer und Nussbaumholztüren im ersten Obergeschoss erhalten. Der Keller ist mit einem Kreuzgewölbe ausgestattet, dessen Schlussstein die Jahreszahl 1801 trägt. |
| 210  | ja   | Datei hochladen | Haus                                | G   | Teufenerstrasse 1 751447 / 252769  | Das charakteristische Wohn- und Gewerbegebäude entstand nach 1854 an der Strassenkreuzung Teufenerstrasse/Trogenerstrasse. Ursprünglich diente es bis ca. 1970 als Schmiede-Handwerksbetrieb. Die Liegenschaft wurde durch den Bau der Trogenerbahn stark beeinträchtigt, und mangels Renovationen verlor sie an Wert. 2019 wurde das unter Denkmalschutz stehende Gebäude abgebrochen, um Platz für einen Neubau mit drei Wohneinheiten zu schaffen. |
| 211  | ja   | Datei hochladen | Nebengebäude                        | G   | Teufenerstrasse 1 751437 / 252759  | 2019 abgegangenes/abgebrochenes Gebäude |
| 290  | ja   | Datei hochladen | Wohnhaus                            | G   | Bogenweg 19 751261 / 253596        | |
| 291  | ja   | Datei hochladen | Heidenhaus                          | G   | Bogenweg 17 751250 / 253589        | Das Heidenhaus aus dem 16. Jahrhundert mit fünfeinhalb Geschoss. |
| 292  | ja   | Datei hochladen | Bauernhaus                          | G   | Bogenweg 15 751241 / 253577        | Das Giebelhaus wurde 1760 erbaut und besticht durch barock geschweifte Pfetten Konsolen, Wetterschirme sowie eine klassizistische Tür aus Nussbaumholz. Im dritten Obergeschoss befindet sich ein kunstvoller Kastenofen aus grünen Kacheln, die mit floralen Mustern in Schwarz verziert sind, sowie eine dazu passende Ofenwand. Am Kranzgesims sind Jahreszahl und Initialen eines nicht eindeutig identifizierbaren Hafners angebracht. |
| 294  | ja   | Datei hochladen | Bauernhaus                          | G   | Bogenweg 12 751235 / 253524        | Das Gebäude wurde im Jahr 1756 errichtet, im Jahr 1770 erweitert, 1800 mit einem neuen «Stadel» ergänzt und nach einem Blitzeinschlag in den Jahren 1837/38 umfassend restauriert. |
| 297  | ja   | Datei hochladen | Bauernhaus                          | G   | Brand 17 750956 / 253501           | Das Bauernhaus wurde 1771 an der Stelle eines Tätschdachhauses errichtet, das zuvor in die Buchen hinunter versetzt worden war. 1853 wurde es um einen «Anstoss» erweitert. Es handelt sich um ein sechsgeschossiges Giebelhaus (Typ A 4) mit einem umgebauten Webkeller, einem sandsteingequaderten Sockel, einem traufständigen Wohnanbau sowie einem «Stadel» an der Südwestflanke. Die Fenster sind in Reihen angeordnet (5 + 3 + 5/3 + 3 + 3/7/3/1). |
| 298  | BW   | Datei hochladen | Haus                                | G   | Brand 15 750948 / 253474           | Eine freistehende Mosterei, errichtet in Riegelkonstruktion. |
| 353  | ja   | Datei hochladen | Haus                                | G   | Erlen 3 751579 / 252720            | Das Gebäude wurde in den Jahren 1827/28 von Zimmermeister Johannes Rechsteiner errichtet und ist auch an der Giebelfront mit Schindeln verkleidet. |
| 392  | BW   | Datei hochladen | Haus                                | G   | Ober Bendlehn 7 751781 / 252644    | Ein schlichtes klassizistisches Walmdachhaus aus den Jahren 1837/38, ergänzt durch einen «Stadel» mit Walmdach aus dem Jahr 1841. Das rechteckige Mittelportal aus Sandstein trägt die Jahreszahl «1837», umgeben von Tulpen und Rosetten. Die Haustüre aus Eichenholz zeigt Elemente der Neurenaissance, während Beschläge, Briefeinwurf und Klingel im Jugendstil gehalten sind. |
| 530  | ja   | Datei hochladen | Haus                                | G   | Vögelinsegg 3 750862 / 253588      | |
| 579  | BW   | Datei hochladen | Haus                                | G   | Holderschwendi 16 751447 / 254089  | |
| 579  | BW   | Datei hochladen | Waschhaus                           | G   | Holderschwendi 16 751429 / 254100  | |
| 702  | BW   | Datei hochladen | Haus                                | G   | Au 17 750757 / 254868              | |
| 722  | BW   | Datei hochladen | Haus                                | G   | Achmühlestrasse 3 751160 / 254893  | 1763 erbautes Giebelhaus mit einem sechsteiligen Fensterwagen an der Südwestflanke, der zur ebenerdigen Schulstube gehörte. |
| 1187 | BW   | Datei hochladen | Katholische Kirche                  | G   | Bruggmoos 29 751724 / 252584       | Die Katholiken in Ausserrhoden erhielten erst 1848 durch die Bundesverfassung Glaubensfreiheit. 1892 wurde eine erste kleine Kirche im Bendlehn gebaut. 1963 erkannte der Kanton die Katholiken als gleichberechtigte Glaubensgemeinschaft an. Aufgrund des Wachstums der Kirchgemeinde entstand 1974 die moderne Paulus-Kirche, die feierlich eingeweiht wurde. |

Legende: Siehe Legende der Liste der Kulturgüter von nationaler und regionaler Bedeutung. Anstelle der KGS-Nummer wird als Objekt-Identifikator (ID) die Gebäudenummer der kantonalen Denkmalpflege angegeben.